# São João do Soter
São João do Soter es una ciudad y un municipio del estado de Maranhão, Brasil. Fundada en la hacienda de Soter Mendes en la década de 1960. Se localiza en la microrregión de Caxias, mesorregión del Este Maranhense. El municipio tiene 15 635 habitantes (2003) y 1487 km². Fue creado en 1997. Su primer prefecto fue Ivan Santos Magalhães.